# Zapytów (gmina)
Gmina Zapytów – dawna gmina wiejska funkcjonująca w latach 1941–1944 pod okupacją niemiecką w Polsce. Siedzibą gminy był Zapytów.
Gmina Zapytów została utworzona przez władze hitlerowskie z terenów okupowanych przez ZSRR w latach 1939–1941, stanowiących przed wojną części gmin Dublany (Dublany, Podliski Małe, Sieciechów, Stroniatyn i Żydatycze), Jaryczów Stary (Wisłoboki i Zapytów) i Prusy (Prusy) w powiecie gródeckim w woj. lwowskim (wszystkie te gminy zniesiono pod okupacją). Obszary te należały w latach 1939–1941 do rejonów nowojaryczowskiego i lwowskiego.
Gmina weszła w skład powiatu lwowskiego (Kreishauptmannschaft Lemberg), należącego do dystryktu Galicja w Generalnym Gubernatorstwie. W skład gminy wchodziły miejscowości: Dublany, Podliski Małe, Prusy, Sieciechów, Stroniatyn, Wisłoboki, Zapytów i Żydatycze.
| Miejscowości / gromady                                     | Rejon w ZSRR (1939–1941) | Gmina (II RP)  | Powiat (II RP) |
| ---------------------------------------------------------- | ------------------------ | -------------- | -------------- |
| Dublany, Podliski Małe, Sieciechów, Stroniatyn i Żydatycze | lwowski                  | Dublany        | lwowski        |
| Wisłoboki i Zapytów                                        | nowojaryczowski          | Jaryczów Stary | lwowski        |
| Prusy                                                      | nowojaryczowski          | Prusy          | lwowski        |

Po wojnie obszar gminy włączono do ZSRR.